# Laplaceoperatorn
Laplaceoperatorn eller Laplaces operator är inom vektoranalysen en differentialoperator. Den har fått sitt namn efter Pierre Simon de Laplace. Laplaceoperatorn är lika med summan av alla andra ordningens partiella derivator av en beroende variabel. Laplaceoperatorn är en elliptisk operator med många tillämpningar inom fysiken och matematiken.
För ett skalärfält φ kan Laplaceoperatorn uttryckas div(grad φ), eller likvärdigt med hjälp av nabla-symbolen i kvadrat, ∇2:
{\displaystyle \nabla ^{2}\phi =\nabla \cdot (\nabla \phi )}
Samt för vektorfält {\displaystyle \mathbf {F} }:
{\displaystyle \nabla ^{2}\mathbf {F} =\nabla (\nabla \cdot \mathbf {F} )-\nabla \times (\nabla \times \mathbf {F} )}
∇2 kan även skrivas som ∆.
Operatorn förekommer, till exempel, i Laplaces ekvation.

## Koordinatrepresentationer

### I två dimensioner
Laplaceoperatorn i två dimensioner ges av
{\displaystyle \Delta f={\frac {\partial ^{2}f}{\partial x^{2}}}+{\frac {\partial ^{2}f}{\partial y^{2}}}}
där x och y är kartesiska koordinaterna i xy-planet.
I polära koordinater ges den av
{\displaystyle {\begin{aligned}\Delta f&={1 \over r}{\partial  \over \partial r}\left(r{\partial f \over \partial r}\right)+{1 \over r^{2}}{\partial ^{2}f \over \partial \theta ^{2}}\\&={1 \over r}{\partial f \over \partial r}+{\partial ^{2}f \over \partial r^{2}}+{1 \over r^{2}}{\partial ^{2}f \over \partial \theta ^{2}}.\end{aligned}}}

### I tre dimensioner
Laplaces operator är i kartesiska koordinater
{\displaystyle \nabla ^{2}={\frac {\partial ^{2}}{\partial x^{2}}}+{\frac {\partial ^{2}}{\partial y^{2}}}+{\frac {\partial ^{2}}{\partial z^{2}}}},
i cylindriska koordinater
{\displaystyle \nabla ^{2}={\frac {1}{r}}{\frac {\partial }{\partial r}}\left(r{\frac {\partial }{\partial r}}\right)+{\frac {1}{r^{2}}}{\frac {\partial ^{2}}{\partial \theta ^{2}}}+{\frac {\partial ^{2}}{\partial z^{2}}}={\frac {\partial ^{2}}{\partial r^{2}}}+{\frac {1}{r}}{\frac {\partial }{\partial r}}+{\frac {1}{r^{2}}}{\frac {\partial ^{2}}{\partial \theta ^{2}}}+{\frac {\partial ^{2}}{\partial z^{2}}}},
och i sfäriska koordinater
{\displaystyle {\begin{aligned}\nabla ^{2}&={\frac {1}{r^{2}}}{\frac {\partial }{\partial r}}\left(r^{2}{\frac {\partial }{\partial r}}\right)+{\frac {1}{r^{2}\sin \theta }}{\frac {\partial }{\partial \theta }}\left(\sin \theta {\frac {\partial }{\partial \theta }}\right)+{\frac {1}{r^{2}\sin ^{2}\theta }}{\frac {\partial ^{2}}{\partial \phi ^{2}}}=\\&={\frac {\partial ^{2}}{\partial r^{2}}}+{\frac {2}{r}}{\frac {\partial }{\partial r}}+{\frac {1}{r^{2}\sin \theta }}{\frac {\partial }{\partial \theta }}\left(\sin \theta {\frac {\partial }{\partial \theta }}\right)+{\frac {1}{r^{2}\sin ^{2}\theta }}{\frac {\partial ^{2}}{\partial \phi ^{2}}}.\end{aligned}}}

## d'Alemberts operator
En motsvarighet som ibland används inom relativitetsteori och i Minkowskis rumtid eller för att skriva ut vågekvationen betecknas {\displaystyle \Box } och kallas d'Alemberts operator. I 3+1-dimensionella rum (3 rumsdimensioner och 1 tidsdimension) har den formen 
{\displaystyle \Box ={\frac {1}{c^{2}}}{\frac {\partial ^{2}}{\partial t^{2}}}-\nabla ^{2}}
där c är ljushastigheten och t är tidskoordinaten.